# Церква Святого Миколая (Глотово)
Це́рква Свято́го Микола́я — пам'ятка дерев'яної архітектури Російської імперії другої половини 18 століття, перенесена з села Глотово в місто Суздаль.

## Історія побутування
Дерев'яну церкву побудували в 1766 році в селі Глотово. У регіоні, багатому лісом, був етап співіснування кам'яного і дерев'яного будівництва. Церковна громада села спромоглася лише на побудову дерев'яного храму, який висвятили на честь святого Миколая. Церква зберегла первісні форми до 20 століття, що орієнтовані на давні храмові зразки.
Церкву розкачали на колоди і перевезли в Суздаль 1960 року. Метою було збереження храму і створення пам'яток-експонатів в маленькому містечку Суздаль, яке уряд готував до унікальної ролі російського історико-фольклорного музею для іноземців неподалік від Москви. Водночас у СРСР в 1960-ті роки розпочалася чергова кампанія по висадженню в повітря збережених кам'яних храмів після 2-ї світової війни на територіях всіх національних республік.
Храм реставровано і відновлено нановому місці архітектором М. М. Шароновим.

## Опис храму
Церкву розташували на майданчику поряд з західною частиною Суздальського кремля. Неподалік — берег річки Каменки. Храм невисокий, тричастинний, але зберігає вертикальне спрямування. На західному фасаді — вхід у трапезну і на наріжні галереї — гульбища, що оточують храм з трьох боків. Галереї створені на виносах колод над землею. Трапезна крита високим двосхилим дахом. Двосхила форма даху підготовляє перехід до центрального об'єму споруди, ненабагато вищого за дах трапезної і акцентованого лише однією банею з цибулинкою і хрестом. Зі сходу — гранчата абсида, теж крита високим дахом. Дахи криті дошками. Баня церкви і цибулинка — криті ґонтом.
Храм відносять до давнього, так званого «клітського» типу. У його основі — російська рублена хата.